# Acción Antifascista

Logo de Antifaschistische Aktion (Alemania).

Logo de Antifascistische Aktie (Países Bajos).

Logo de Acción Antifascista en español.

Acción Antifascista (Antifaschistische Aktion en alemán, Antifascistische Aktie en neerlandés o Antifascistisk Aktion en sueco) frecuentemente abreviado a Antifa (en Alemania y los Países Bajos) o AFA (en Escandinavia) es el nombre dado a una serie de movimientos militantes extraparlamentarios y de carácter antifascista que opera en varios países del mundo, sobre todo en Estados Unidos, Alemania, los Países Bajos, Suecia y Dinamarca. Su objetivo declarado es «aplastar el fascismo en todas sus formas». Se trata de un grupo heterogéneo compuesto principalmente por comunistas marxistas y anarcocomunistas —sumándose en épocas más recientes progresistas y socialdemócratas, particularmente en Estados Unidos— que busca oponerse a los grupos de extrema derecha u otros grupos de sus respectivos lugares de actividad que ejerzan opresión y violencia (racismo, machismo, etc).
Entre las actividades de estos grupos destacan la organización de manifestaciones, la confrontación física con oponentes ideológicos, organización de redes de solidaridad locales, así como proyectos de autogestión en amplios ámbitos como la vivienda, la alimentación e incluso la atención médica. Sus militantes tienen posturas muy diversas respecto a sus estrategias de actuación, encontrando una amplia gama de posturas respecto al uso de la violencia y sus tipos para oponerse a la extrema derecha y afines. Por motivaciones ideológicas en algunos casos, como es el caso de grupos anarquistas o anarcomunistas, y en otros para evitar la vigilancia policial, el grupo carece de autoridad central, organizándose mediante la asociación de agrupaciones independientes. El papel de la organización es el de intercambiar y recopilar información y coordinar las actividades entre grupos locales. Los grupos Antifa o AFA colaboran con otras redes Antifa en Europa. En ocasiones algunos grupos llamados Acción Antifascista han estado involucrados en actividades de paramilitarismo, como fue el caso del primer grupo Acción Antifascista alemán de 1923, y en el siglo XXI los grupos armados Antifa europeos y norteamericanos de la Brigada Internacional de Liberación (activa desde 2015) operativos en la Guerra Civil Siria.
El 31 de mayo de 2020 Donald J. Trump anunció que Antifa será incluida en la lista de organizaciones terroristas del gobierno estadounidense, tras considerarlos responsables de organizar los saqueos de negocios, destrucción de propiedad pública y de mantener graves altercados con la policía en Mineápolis y otras ciudades, tras la violenta muerte de George Floyd por asfixia a manos de un policía

## Alemania

"Ven con nosotros", afiche de 1932 de la Antifaschistische Aktion del Partido Comunista de Alemania. Origen del nombre y símbolo de los grupos Acción Antifascista.

El primer movimiento alemán que tomó el nombre de Antifaschistische Aktion comenzó en 1923, como parte del Rotfrontkämpferbund (organización paramilitar del Partido Comunista de Alemania). El movimiento consiguió nuevos seguidores tras ser anunciado por el Partido Comunista de Alemania (KPD) en su periódico Rote Fahne en 1932, en respuesta a una pelea entre parlamentarios nazis y comunistas. Tras su disolución forzosa por los nazis en 1933, el movimiento renació durante los años 1980.

## Suecia
La rama sueca, Antifascistisk Aktion, fue fundada en 1993 como respuesta a un clima de racismo creciente en Suecia y un aumento de las confrontaciones entre grupos fascistas y antifascistas. AFA ha tomado la responsabilidad de haber quemado Tråvads spinneri al oeste del país, propiedad del ultraderechista Curt Linusson, y que hacía las funciones de sede de la organización neonazi Nationalsocialistisk Front.
 
A fecha de 2006, la web de la AFA sueca cuenta 17 grupos de la AFA. La AFA de Suecia cuenta con un grupo de apoyo y un dokugrupp, que inspecciona a supuestos fascistas y sus actividades. 
Algunos críticos dicen que el grupo sueco no respeta la libertad de expresión, ya que algunos miembros han atacado a fascistas y a otros nacionalistas, así como la casa de un juez de inmigración.

## Dinamarca
La AFA danesa fue fundada en Copenhague en 1992, luego de que Henrik Christensen, miembro de la Internacional Socialista en Dinamarca, fuera asesinado en un atentado explosivo posiblemente perpetrado por terroristas de extrema derecha.

## Guerra Civil Siria

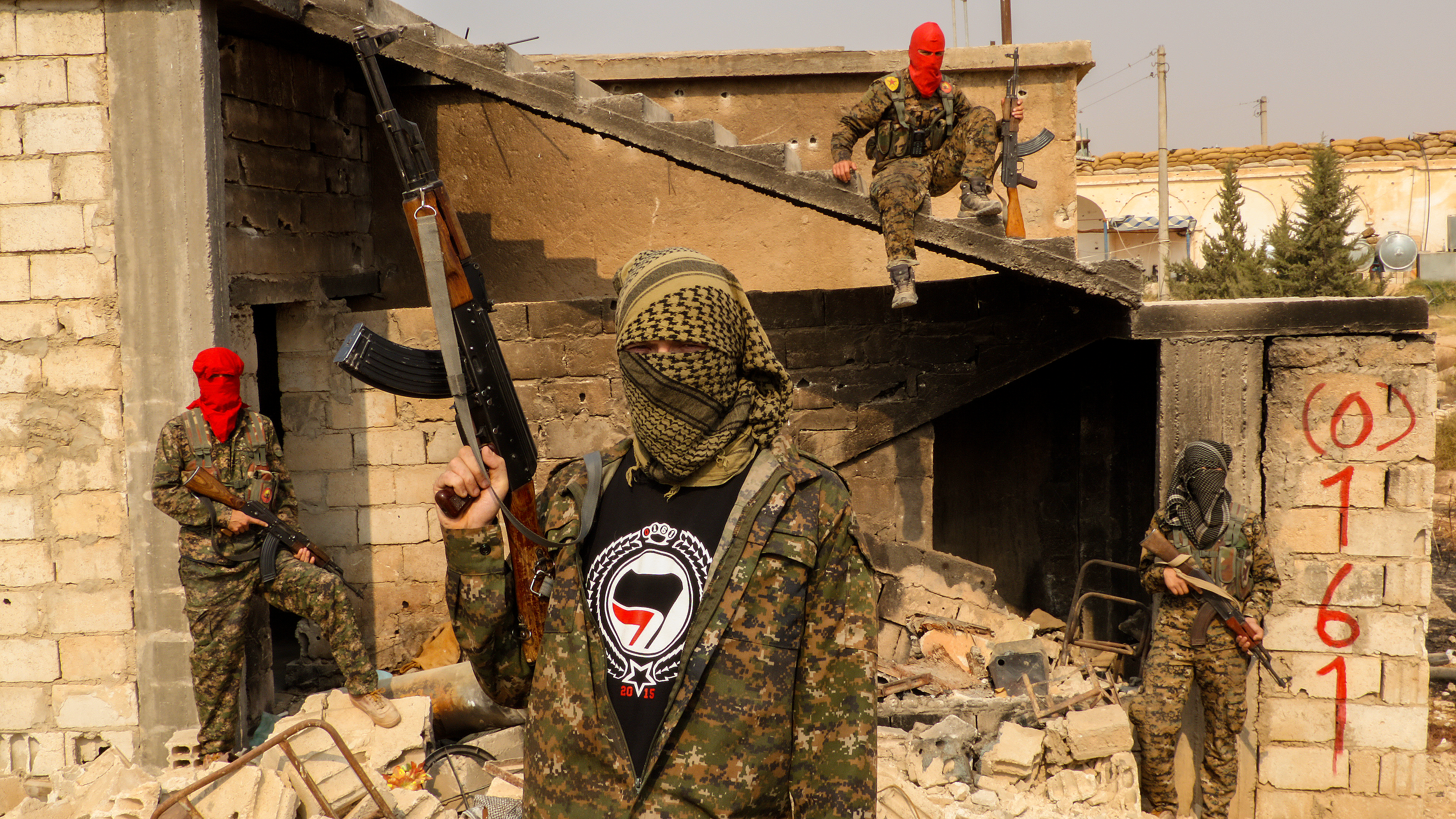
Paramilitares británicos de la Cuadrilla 0161 Antifa Manchester, perteneciente a la Brigada Internacional de Liberación que opera en el noreste de Siria, llamado «Rojava» por la insurgencia kurda.

Cientos de izquierdistas antifa extranjeros se han unido a la Brigada Internacional de Liberación (fundada en 2015) de las Unidades de Protección Popular (YPG, por sus siglas en kurdo) en la región llamada «Rojava» por las milicias kurdas, ubicada en el Norte y Este de Siria, exhibiendo combinadamente una oposición armada al Estado Islámico de Irak y Siria durante la Guerra Civil Siria y la voluntad de defender lo que llaman la «Revolución de Rojava» en contra de la República Árabe Siria.

## Estados Unidos
A partir de 2016, con la llegada al poder de Donald Trump y la proliferación/normalización de elementos neonazis, neofascistas y supremacistas blancos como la llamada derecha alternativa (alt-right), el movimiento Antifa ha cobrado gran protagonismo en Estados Unidos. A pesar de no ser una organización en el sentido estricto (y de que, según el FBI y otras agencias gubernamentales, la mayor amenaza para la seguridad nacional estadounidense es precisamente el terrorismo de extrema derecha), el Departamento de Seguridad Nacional de los Estados Unidos bajo la administración Trump ha clasificado sus actividades como terrorismo doméstico. Esta medida se oficializó a principios de junio de 2020, cuando, en el contexto de las protestas por el asesinato de George Floyd, Trump declaró que el gobierno estadounidense designaría a Antifa como organización terrorista, considerándole responsable de planificar violentas protestas con destrucción de la propiedad pública y privada, saqueos y altercados con la policía. Una publicación de Facebook pagada por la campaña para reelegir a Trump, que instaba a firmar una petición contra "Antifa", fue eliminada por incitar al odio debido a que incluía un símbolo utilizado por los nazis durante el Holocausto para designar a los presos políticos (un triángulo rojo invertido).